# 우상의 눈물 (드라마)
《우상의 눈물》은 1984년 10월 26일에 방영된 KBS 1TV 청소년문학관 시리즈 중 스물 번째 작품이다.

## 줄거리
3학년 8반의 담임을 맡은 권달호 선생은 전교에서 으뜸반으로 만들겠다는 결심으로 교단에 선다. 유대는 반장이 되고, 문제아 그룹의 리더격인 기표가 8반으로 배정되어 두려움의 대상이 된다. 으뜸반이 되려고 노력해야 하는데 기표는 자기 그룹의 한 아이를 구타한 다른 학교 학생을 찾아가 복수전을 벌이다가 스스로 자해하고 입원한다. 대학에 진학한 기표의 여자친구 혜원이 권달호를 찾아온다.

## 등장 인물

### 주요 인물
- 한진희 : 권달호 역
- 안정한
- 박상대 : 최기표 역

### 그 외 인물
- 노동호
- 박상우
- 최정훈
- 이진숙
- 박영목
- 유순철
- 신수강
- 고희준
- 김미연
- 김창현
- 김기화
- 이철원
- 김원화
- 안병정
- 진창화
- 김진경